# 無因宗因
無因宗因（むいんそういん、正中3年（1326年）- 応永17年6月4日（1410年7月14日）、興文円慧禅師）は、南北朝時代から室町時代前期にかけての臨済宗の僧。妙心寺3世住持を務め、後に妙心寺の三祖と仰がれた。

## 略歴
尾張国（現・愛知県）に生まれる。俗姓荒尾氏。幼くして上京し建仁寺の可翁宗然に奉仕するようになった。その後出家得度し建仁寺において出世していったが、35歳を過ぎて妙心寺の授翁宗弼の許に通うようになる。やがて建仁寺から出て応安4年（1371年）に授翁宗弼から印可を得た後、妙心寺3世住持となる。
その後、妙心寺住持を退き天授6年（1380年）に寝屋川観音寺の住持となり、応永元年（1394年）に西宮海清寺の開山となる。応永11年（1404年）には波多野重通の開基により、妙心寺退蔵院の開山となった。
応永17年（1410年）6月、海清寺で示寂。元禄11年（1698年）に東山天皇から興文円慧禅師と諡された。法嗣に後に妙心寺四祖となる日峰宗舜や舂夫宗宿がいる。

## 参考資料
1. ↑  禅学大辞典編纂所 編 『新版禅学大辞典』 p.713 昭和60年
2. ↑  木村静雄『妙心寺 六百五十年の歩み』p.126 昭和59年
3. ↑  禅学大辞典編纂所 編 『新版禅学大辞典』 p.713 昭和60年
4. ↑  西宮市 『西宮市史 第1巻』p.636 1959年
5. ↑  西宮市 『西宮市史 第1巻』p.636 1959年